# Xã Oak Valley, Quận Otter Tail, Minnesota
Xã Oak Valley (tiếng Anh: Oak Valley Township) là một xã thuộc quận Otter Tail, tiểu bang Minnesota, Hoa Kỳ. Năm 2010, dân số của xã này là 355 người.